# Castlevania
Castlevania (jap. 悪魔城ドラキュラ, Akumajō Dorakyura, dt. „Teufelsschloss Dracula“) ist eine Videospielreihe des japanischen Herstellers Konami.
Das erste Spiel dieses Namens erschien 1987 auf dem Nintendo Entertainment System (NES). Es basierte auf dem Spiel Vampire Killer, das 1986 für MSX2-Heimcomputer erschienen war. Seitdem sind viele Fortsetzungen und Prequels für verschiedene Plattformen erschienen. Dazu gehören Amiga, MSX, NES, Game Boy, SNES, PC Engine, X68000, Sega Mega Drive, Sega Saturn, PlayStation, Nintendo 64, Game Boy Advance, Nintendo DS, Mobiltelefon (J2ME, Android, iPhone), MS-DOS, PlayStation Portable, PlayStation 2, Xbox, Nintendo Wii, Nintendo 3DS, Xbox 360, PlayStation 3 und Windows PC.
Ein Castlevania-Spiel für die Dreamcast war unter dem Titel Castlevania Resurrection in Planung, wurde jedoch nie veröffentlicht, da die Verkaufszahlen der Dreamcast eine Produktion zu jenem Zeitpunkt nicht mehr gerechtfertigt hätten.
Es war auch eine Umsetzung von Castlevania: Symphony of the Night für Tigers Game.com in Planung, diese wurde aber ebenso wenig fertiggestellt.
Der Spieler steuert bei Castlevania einen Vampirjäger, zumeist ein mit einer heiligen Peitsche und diversen Nebenwaffen wie Weihwasser und Kruzifix ausgerüstetes Mitglied der Familie Belmont. Er kämpft sich in Draculas Schloss durch Horden diabolischer Kreaturen, wie zum Beispiel Werwölfe, Skelette, Kobolde, Zombies oder Fledermäuse, bis er schließlich im finalen Duell dem Grafen Dracula höchstpersönlich gegenübersteht. Die Spiele lassen sich überwiegend in die Genre Action und Jump ’n’ Run einordnen, wobei die nach Symphony of the Night (jap. Gekka no Yasōkyoku) erschienenen Titel deutlich Elemente des Rollenspiels aufweisen. So gehört bei diesen neben dem Töten der Monster und Bossgegner auch das Sammeln von seltenen Gegenständen oder Ausrüstungsgegenständen zur Spielmechanik. Oft erhält der Spieler für jedes besiegte Monster Erfahrungspunkte, die bei Erreichen bestimmter Werte unter anderem seine Attacken verstärken und den Schaden durch gegnerische Angriffe vermindern (Level-up-System). Charakteristisch für die Serie ist vor allem die musikalische Untermalung, die neben modernen und rockigen Stücken auch bewusst den Stil des Barock und Rokoko imitiert, sowie die auf Mythen zahlreicher Völker basierenden Gegner.
In einzelnen Spielen der Serie, wie z. B. Castlevania 64, wurde das Original-Schloss der historischen Familie Draculas als Nachbildung eingebaut.
Im Juli 2017 wurde eine gleichnamige animierte Serie via Netflix veröffentlicht, die insgesamt vier Staffeln umfasst.

## Chronologie

### Spieleliste
| Westliche Spieletitel | Japanische Spieletitel | Konsole/Plattform                                                                                | Erscheinungsjahr |
| --- | --- | ------------------------------------------------------------------------------------------------ | ---------------- |
| Castlevania | Akumajō Dorakyura (悪魔城ドラキュラ) | Famicom Disk System, Commodore 64, NES, Game Boy Advance, MS-DOS, Nintendo Wii (Virtual Console) | 1986             |
| Vampire Killer (Nur Europa und Brasilien)                                                                                          | Akumajō Dorakyura (悪魔城ドラキュラ) | MSX2                                                                                             | 1986             |
| Castlevania II: Simon’s Quest | Dorakyura II: Noroi no Fūin (ドラキュラII 呪いの封印)                                                                                                 | Famicom Disk System, NES, Microsoft Windows, Wii (Virtual Console)                               | 1987             |
| Haunted Castle (Spielhallenautomat)                                                                                                | Akumajō Dorakyura (悪魔城ドラキュラ) | Arcade-Spiel                                                                                     | 1988             |
| Castlevania: The Adventure | Dorakyura Densetsu (ドラキュラ伝説) | Game Boy                                                                                         | 1989             |
| Castlevania III: Dracula’s Curse                                                                                                   | Akumajō Densetsu (悪魔城伝説) | NES, Microsoft Windows, Wii (Virtual Console)                                                    | 1990             |
| Super Castlevania IV | Akumajō Dorakyura (悪魔城ドラキュラ) | Super NES, Wii (Virtual Console)                                                                 | 1991             |
| Castlevania II: Belmont’s Revenge                                                                                                  | Dorakyura Densetsu II (ドラキュラ伝説II) | Game Boy                                                                                         | 1991             |
| Castlevania X68000 (Inoffizieller Titel; Spiel nicht in Amerika/Europa erschienen)                                                 | Akumajō Dorakyura (悪魔城ドラキュラ) | Sharp X68000                                                                                     | 1993             |
| Castlevania: Rondo of Blood (erst als Wii-VC-Spiel in Amerika/Europa erschienen)                                                   | Akumajō Dorakyura X: Chi no Rondo (悪魔城ドラキュラX 血の輪廻(ロンド))                                                                                | PC Engine, Wii (Virtual Console)                                                                 | 1993             |
| Castlevania: The New Generation (Europa&Australien) Castlevania: Bloodlines (USA)                                                  | Vampire Killer (バンパイアキラー Banpaia Kirā) | Sega Mega Drive                                                                                  | 1994             |
| Castlevania: Vampire’s Kiss (Europa&Australien) Castlevania: Dracula X (USA)                                                       | Akumajō Dorakyura XX (悪魔城ドラキュラXX) | Super NES                                                                                        | 1995             |
| Castlevania: Symphony of the Night                                                                                                 | Akumajō Dorakyura X: Gekka no Yasōkyoku (悪魔城ドラキュラX 月下の夜想曲)                                                                              | PlayStation, Sega Saturn, PlayStation Network, Xbox Live Arcade                                  | 1997 (2007)      |
| Castlevania Legends | Akumajō Dorakyura: Shikkoku Taru Zensōkyoku (悪魔城ドラキュラ 漆黒たる前奏曲)                                                                         | Game Boy                                                                                         | 1998             |
| Castlevania (zur Unterscheidung Castlevania 64 genannt)                                                                            | Akumajō Dorakyura Mokushiroku (悪魔城ドラキュラ黙示録)                                                                                                | Nintendo 64                                                                                      | 1999             |
| Castlevania: Legacy of Darkness | Akumajō Dorakyura Mokushiroku Gaiden (悪魔城ドラキュラ黙示録外伝)                                                                                     | Nintendo 64                                                                                      | 1999             |
| Castlevania (Europa&Australien) Castlevania: Circle of the Moon (USA)                                                              | Akumajō Dorakyura: Circle of the Moon (悪魔城ドラキュラ Circle of the Moon)                                                                           | Game Boy Advance                                                                                 | 2001             |
| Castlevania Chronicles (Portierung von Castlevania X68000)                                                                         | Akumajō Nendaiki: Akumajō Dorakyura (悪魔城年代記 悪魔城ドラキュラ)                                                                                   | PlayStation                                                                                      | 2001             |
| Castlevania: Harmony of Dissonance                                                                                                 | Castlevania: Byakuya no Concerto (キャッスルヴァニア 白夜の協奏曲 Kyassuruvania: Byakuya no Kyōsōkyoku)                                               | Game Boy Advance                                                                                 | 2002             |
| Castlevania: Aria of Sorrow | Castlevania: Akatsuki no Minuet (キャッスルヴァニア 暁月の円舞曲 Kyassuruvania: Akatsuki no Enbukyoku)                                                | Game Boy Advance, Mobiltelefon                                                                   | 2003             |
| Castlevania (Europa&Australien) Castlevania: Lament of Innocence (USA)                                                             | Castlevania (キャッスルヴァニア Kyassuruvania) | PlayStation 2                                                                                    | 2003             |
| Castlevania: Dawn of Sorrow | Akumajō Dorakyura: Sōgetsu no Jūjika (悪魔城ドラキュラ 蒼月の十字架)                                                                                  | Nintendo DS, Mobiltelefon                                                                        | 2005             |
| Castlevania: Curse of Darkness | Akumajō Dorakyura: Yami no Juin (悪魔城ドラキュラ 闇の呪印)                                                                                           | PlayStation 2, Xbox                                                                              | 2005             |
| Castlevania: Double Pack (Castlevania: Harmony of Dissonance und Castlevania: Aria of Sorrow auf einem Modul)                      | | Game Boy Advance                                                                                 | 2006             |
| Castlevania: Portrait of Ruin | Akumajō Dorakyura: Gallery of Labyrinth (悪魔城ドラキュラ ギャラリー・オブ・ラビリンス Akumajō Dorakyura: Gyararī obu Rabirinsu)                      | Nintendo DS                                                                                      | 2006             |
| Castlevania: Order of Shadows (Nordamerika)                                                                                        | | Mobiltelefon                                                                                     | 2007             |
| Castlevania: The Dracula X Chronicles (enthält Castlevania: Rondo of Blood und Castlevania: Symphony of the Night als Bonusspiele) | Akumajō Dorakyura: X Chronicle (悪魔城ドラキュラ Xクロニクル Akumajō Dorakyura: X Kuronikuru)                                                         | PlayStation Portable                                                                             | 2007             |
| Castlevania: Order of Ecclesia | Akumajō Dorakyura: Ubawareta Kokuin (悪魔城ドラキュラ 奪われた刻印)                                                                                   | Nintendo DS                                                                                      | 2008             |
| Castlevania Judgment | Akumajō Dorakyura: Judgment (悪魔城ドラキュラ ジャッジメント Akumajō Dorakyura: Jajjimento)                                                           | Nintendo Wii                                                                                     | 2008             |
| | Akumajō Dorakyura: The Medal (悪魔城ドラキュラ THE MEDAL)                                                                                             | Automat                                                                                          | 2008             |
| | Akumajō Dorakyura, Akumajō Dorakyura II & Akumajō Dorakyura III (悪魔城ドラキュラ, 悪魔城ドラキュラII & 悪魔城ドラキュラIII)                          | Automat                                                                                          | 2009 2010 2012   |
| Castlevania: The Arcade | Akumajō Dorakyura: The Arcade (悪魔城ドラキュラ THE ARCADE)                                                                                           | Automat                                                                                          | 2009             |
| Castlevania: The Adventure ReBirth                                                                                                 | Dorakyura Densetsu: ReBirth (ドラキュラ伝説 ReBirth)                                                                                                  | Wii (WiiWare)                                                                                    | 2009             |
| Castlevania Puzzle: Encore of the Night                                                                                            | | Apple iOS, Windows Phone                                                                         | 2010             |
| Castlevania: Harmony of Despair | Akumajō Dorakyura: Harmony of Despair (悪魔城ドラキュラ Harmony of Despair)                                                                           | Xbox Live Arcade, PlayStation Network                                                            | 2010             |
| Castlevania: Lords of Shadow | Castlevania: Lords of Shadow (キャッスルヴァニア ロード オブ シャドウ Kyassuruvania: Rōdo obu Shadou)                                                 | Xbox 360, PlayStation 3, Microsoft Windows                                                       | 2010             |
| Castlevania: Lords of Shadow – Mirror of Fate                                                                                      | Castlevania: Lords of Shadow: Sadame no Makyō (キャッスルヴァニア ロード オブ シャドウ 宿命の魔鏡 Kyassuruvania: Rōdo obu Shadou: Sadame no Makyō)    | Nintendo 3DS                                                                                     | 2013             |
| Castlevania: Lords of Shadow 2 | | Xbox 360, PlayStation 3, Microsoft Windows                                                       | 2014             |
| Castlevania: Lords of Shadow – Mirror of Fate HD                                                                                   | Castlevania: Lords of Shadow: Sadame no Makyō HD (キャッスルヴァニア ロード オブ シャドウ 宿命の魔鏡 Kyassuruvania: Rōdo obu Shadou: Sadame no Makyō) | Xbox 360, PlayStation 3, Microsoft Windows                                                       | 2014             |

### Verwandte Titel
Es existieren neben den offiziellen Spielen auch Konamiproduktionen, die Castlevania-Elemente beinhalten.
| Spieletitel                                                                                                   | Konsole/Plattform                     | Erscheinungsjahr | Anmerkung |
| --- | ------------------------------------- | ---------------- | --- |
| Konami Wai Wai World (コナミワイワイワールド Konami Waiwai Wārudo)                                            | NES, Mobiltelefon (2006)              | 1988             | Nur in Japan erschienen                                                                                           |
| Wai Wai World 2: SOS!! Paseri Jō (ワイワイワールド2 SOS!!パセリ城)                                            | NES, Wii U Virtual Console            | 1991, 2015       | Nur in Japan erschienen                                                                                           |
| Akumajō Special: Boku Dracula-kun (悪魔城すぺしゃる ぼくドラキュラくん Akumajō Supesharu: Boku Dorakyura-kun) | NES, Mobiltelefon (2006)              | 1991             | Nur in Japan erschienen                                                                                           |
| Kid Dracula                                                                                                   | Game Boy                              | 1993             | In Japan als Akumajō Special: Boku Dracula-kun erschienen                                                         |
| Wai Wai Bingo                                                                                                 | Arcade                                | 1993             | Nur in Japan erschienen                                                                                           |
| Wai Wai Jockey                                                                                                | Arcade                                | 1995             | Nur in Japan erschienen                                                                                           |
| Sexy Parodius                                                                                                 | Arcade, PlayStation, Sega Saturn, PSP | 1996             | Nur in Japan erschienen                                                                                           |
| Wai Wai Poker                                                                                                 | Arcade                                | 1997             | Nur in Japan erschienen                                                                                           |
| Konami Krazy Racers                                                                                           | Game Boy Advance                      | 2001             | In Japan als Konami Wai Wai Racing Advance (コナミ ワイワイレーシング アドバンス Konami Waiwai Rēshingu Adobansu) |
| Dream Mix TV Fighter                                                                                          | PlayStation, Nintendo GameCube        | 2003             | Nur in Japan erschienen                                                                                           |
| Wai Wai Sokoban                                                                                               | Mobiltelefon                          | 2006             | Nur in Japan erschienen                                                                                           |
| New International Track & Field                                                                               | Nintendo DS                           | 2008             | Enthält Simon Belmont als spielbaren Charakter                                                                    |

## Beschreibung, Handlung und Technik

### Castlevania (1986)(Vampire Killer, Haunted Castle, Castlevania X68000, Castlevania Chronicles, Super Castlevania IV)

Logo von Super Castlevania IV (SNES-Box)

Dieses Spiel erschien unter verschiedenen Namen auf vielen unterschiedlichen Systemen, jedoch lag allen die gleiche Handlung zu Grunde. Das Spiel erschien erstmals für MSX-2-Systeme und unter dem Namen Vampire Killer (1986). Danach folgten Umsetzungen: Für das NES mit dem neuen Namen Castlevania (1987), in der Spielhalle als Haunted Castle (1988), auf dem SNES als Super Castlevania IV (1991), nur in Japan auf dem Sharp X68000 als Akumajō Dracula (1993), auf der Sony PlayStation als Castlevania Chronicles (2001), auf dem Game Boy Advance unter den NES Classics als Castlevania (2004) und im selben Jahr als Mobile Game auf dem Handy. In Japan heißen alle Versionen Akumajō Dracula (悪魔城ドラキュラ Akumajō Dorakyura).

#### Inhalt
Das Jahr 1691
Nach weiteren einhundert Jahren erwacht Dracula wieder einmal aus seinem Schlaf und schmiedet neue Pläne, um die Belmonts zu vernichten. Doch er weckt das Interesse von Simon Belmont, dem Urenkel Christopher Belmonts. Nach einem harten Training mit seinem Vater und Großvater macht sich Simon auf den Weg den Grafen zu vernichten. Er schickt ihn erneut in einen einhundertjährigen Schlaf – nicht jedoch, ohne selbst in Mitleidenschaft gezogen zu werden, denn Dracula spricht einen Todesfluch über Simon aus und löscht somit die Blutlinie der Belmonts.

#### Technik
Nintendo Entertainment System:
Castlevania ist ein typisches Plattform-Spiel der 8-Bit-Ära. Es besteht aus sechs Ebenen, die linear durchkämpft werden und vor deren Abschluss jeweils ein westlichen Mythen und Legenden entlehntes Ungetüm (so z. B. Frankensteins Monster, die Medusa oder der Tod selbst) zu besiegen ist. Simons Hauptwaffe ist die legendäre Peitsche der Belmonts, die durch zahlreiche, im Schloss verteilte Upgrades zu verbessern ist. Daneben können Herzen (zu finden z. B. in zerstörbaren Kerzenhaltern) aufgelesen und zum Einsatz der Zweitwaffen benutzt werden, von denen Simon nur jeweils eine tragen kann.
Sharp X68000:
In Akumajō Dracula wurde die Anzahl der Ebenen auf acht erhöht, zusätzlich gab es eine weitere Zweitwaffe, das Heilkraut. Das Spiel wurde durch zahlreiche Interaktionen noch interessanter, ein Großteil der Umgebungsobjekte konnte mit der Peitsche bearbeitet werden. Die Musik war für 1993 zwar von der Bit-Rate her etwas niedrig, hatte jedoch für Castlevania-Verhältnisse einen fast pathetischen Klang.
Für die damalige Zeit war die Grafik sehr detailliert, der Soundtrack vermittelte die zum Spiel passende Atmosphäre. Das simple Spielprinzip begeisterte viele Spieler, kombinierte Castlevania doch das Genre des Jump ’n’ Runs mit rudimentären Rollenspielelementen wie der Möglichkeit, die eigene Waffe aufzurüsten oder Zauber zu sprechen. Dennoch gab es auch Kritik am Spiel, insbesondere an der Steuerung: So ist es nach einem Sprung nicht mehr möglich, die Bewegungsrichtung ohne Kontakt zum Boden zu ändern, und ebenso wenig besteht die Möglichkeit, von Treppen zu springen. Auch das Kampfsystem wurde kritisiert: Jeder Treffer durch einen Gegner hat ein Zurückweichen des Protagonisten zur Folge, das in der Nähe von Abgründen unter Umständen tödlich enden kann.

### Castlevania II: Simon’s Quest (1988)

#### Inhalt
Das Jahr 1698
Nachdem Simon Belmont Dracula endgültig besiegt hatte, dachte er, damit auch seine Qualen beendet zu haben. Aber bei seinem letzten Kampf hatte er nicht bemerkt, dass der Graf kurz vor seiner Vernichtung noch einen Fluch gegen Simon ausgesprochen hatte. Dieser Fluch würde sich langsam in Simons Körper ausbreiten und ihn und somit den Belmont-Clan auslöschen. Der Dorfälteste erzählt Simon, dass er Graf Dracula erneut zum Leben erwecken und ihn danach verbrennen muss, um seinen Fluch zu brechen. Simon macht sich daher auf den Weg, um die Körperteile Draculas aufzusammeln, die überall verstreut sind. Der Graf wusste, dass dieser Plan eine Auferstehung hinauszögern würde, aber das war es ihm anscheinend wert. Er beauftragte seine Gefolgschaft damit, alle seine Körperteile zu verstecken und sie mit ihrem Leben zu beschützen. Nun musste er lediglich 100 Jahre lang abwarten und den Tod des Belmont-Clans herbeisehnen. Aber Simon gelang es, alle Körperteile zu finden und einzusammeln. Nachdem er den Grafen zum Leben erweckt hatte, verbrannte er ihn. Damit hatte sich auch der Fluch von ihm gelöst.

#### Technik
Mit Simon’s Quest wurden das erste Mal Adventure-Elemente in die Castlevania-Serie eingebracht. Es werden nun nicht mehr linear ein Level nach dem anderen durchgespielt, sondern der Held bewegt sich in einer umfangreichen Welt, löst Rätsel und muss Gegenstände finden, ohne die er an anderen Stellen nicht weiterkommt. Somit bricht die Fortsetzung das lineare Sidescrolling-Gameplay des ersten Teils, welches den Vorgänger auszeichnete. Ein zusätzliches Rollenspielelement erhält das Spiel durch das Hochstufen des Charakters, wobei Grundlage die Anzahl der besiegten Gegner war. Simon’s Quest war auch eines der ersten Spiele, das einen Tag/Nacht-Zyklus bot. In der Dunkelheit waren die Gegner dann doppelt so stark.

### Castlevania: The Adventure (1989)

#### Inhalt
Das Jahr 1576
Nach seinem 100-jährigen Schlaf zur Regeneration erwacht Dracula wieder zu neuem Leben und hofft, dass die 100 Jahre nun endlich gereicht haben, um den Belmont-Clan auszulöschen. Zu seinem Entsetzen lebt Christopher Belmont, der sich gegen Dracula stellt und ihn zum Kampf fordert. Ohne die geringste Chance gegen die Macht dieses Sprosses der Familie Belmont, zieht sich der Graf wieder zurück in sein Versteck, um auf eine Schwäche der Belmonts zu warten, damit er erneut zuschlagen kann.

#### Technik
Als einer der früheren GB-Titel litt das Spiel unter verschwommener Darstellung bei Bewegungen, die Konami durch eine reduzierte Bewegungsgeschwindigkeit zu kompensieren versuchte.

### Castlevania III: Dracula’s Curse (1990)

#### Inhalt
Das Jahr 1476
Graf Dracula wird von seinen Anhängern zum Leben erweckt und will die Welt erneut in Dunkelheit hüllen sowie den Belmont-Clan ein für alle Mal auslöschen. Diesmal bekämpft Trevor Belmont den Grafen Seite an Seite mit drei weiteren spielbaren Akteuren. Die drei sind Grant DaNasty, Sypha Belnades und Alucard, der Sohn des Grafen Dracula. Gemeinsam haben sie den Grafen wiederum bezwungen und der Belmont-Clan hat das Vertrauen der Menschen in Transsylvanien wieder gewonnen und es erneut zu seiner Heimat gemacht.

#### Technik
Zum ersten Mal erhält der Spieler in der Castlevania-Serie die Möglichkeit, das Abenteuer mit mehreren Figuren zu bestreiten. Jeder der drei Zusatzcharaktere hat dabei eigene Fähigkeiten, die Anreiz bieten, das Spiel nochmals mit einem anderen Charakter durchzuspielen. Dabei kann der Verlauf des Spiels, je nach Einschlag eines Weges, selbst bestimmt werden. Der Umfang mit über einem Dutzend Level ist für die damalige Zeit bemerkenswert. Das japanische Modul des Spieles (Akumajō Densetsu) für den Famicom enthielt den von Konami entwickelten VRC6 Multi Memory Controller, ein Koprozessor, der neben Bank Switching die Audiokanäle des Systems um zwei feiner abgrenzbare Pulswellen und eine Sägezahnwelle erweiterte, wovon der Soundtrack dieser Version deutlich profitiert. Da die NTSC- und PAL-Fassungen des NES keine zusätzlichen Audiokanäle auf einem Modul erlauben, wurde in diesen Fassungen der von Nintendo selbst entwickelte MMC5-Chip verbaut.

### Castlevania II: Belmont’s Revenge (1991)

#### Inhalt
Das Jahr 1591
15 Jahre nach den Ereignissen von Castlevania Adventure entführt Graf Dracula den Sohn von Christopher Belmont, Soleiyu Belmont. Christopher nimmt sofort die Verfolgung auf und findet irgendwann seinen entführten Sohn. Zu seinem Entsetzen muss er feststellen, dass die Gedanken seines Sohnes von bösen Mächten manipuliert wurden. Danach setzt er seinen Kampf gegen Graf Dracula mit erbittertem Hass fort und schafft es diesmal, ihn zu besiegen.

#### Technik
Der Umfang der Stages betrug vier „Schlösser“ sowie Draculas Schloss. Bevor man dieses Betreten konnte, musste man jedoch besagte vier Stages durchschreiten, wobei jedes Schloss ein eigenes Thema (von dem Level- und Gegnerdesign abhingen) erhielt, namentlich Kristall, Wolken (bzw. Luft), Pflanzen und Fels. Unter vielen Fans gilt der Soundtrack als der beste unter den Game-Boy-Teilen.

### Castlevania: Rondo of Blood (1993)(Castlevania: The Dracula X Chronicles, Akumajō Dracula X: Chi no Rondo)
Dieser Titel erschien ursprünglich als CD-Version für die PC Engine Super-CD-Version (Turbografx-16). 2007 erschien die Neufassung Castlevania: The Dracula X Chronicles für die PlayStation Portable. Er ist jedoch nicht mit dem inhaltlich gleichen, aber spielerisch stark unterschiedlichen Castlevania: Dracula X für das SNES zu vergleichen.

#### Inhalt
Das Jahr 1792
Durch das Opfern einer Jungfrau kommt der Graf erneut auf die Welt. Doch diesmal beobachtet er zuerst den neuen Belmont, Richter Belmont, und findet heraus, dass dieser eine Freundin namens Anette Renard hat. Graf Dracula entführt Anette Renard, ihre kleine Schwester Maria und einige Dorfbewohner. Richter Belmont macht sich sofort auf den Weg, sie alle zu retten. Nachdem Richter Belmont Maria gerettet hat, schwört sie, ebenfalls ein Vampirjäger zu werden und ihn auf seinem Feldzug gegen Graf Dracula zu begleiten. Gemeinsam schaffen sie es, den Fürsten der Finsternis wieder in seine Regeneration zu verbannen und Anette Renard mit den Dorfbewohnern zu befreien.

#### Technik
Klaus-Dieter Klebsch spricht das neue Intro der PSP-Version in allen Versionen auf Deutsch, während das ebenfalls deutschsprachige Intro im PC-Engine-Original von Hans Günther Claude vertont wurde. Das Spiel blendet lediglich japanische Untertitel ein, während die restlichen Zwischensequenzen eine japanische Sprachausgabe benutzen.

### Castlevania: The New Generation (1994)(Castlevania: Bloodlines, Vampire Killer)
Dieser Castlevania-Teil ist bekannt als The New Generation (Europa), Bloodlines (USA) oder Vampire Killer (Japan). Dies ist eine exklusive Episode für das Sega Mega Drive.

#### Inhalt
Das Jahr 1914
Anfang des 20. Jahrhunderts schafft es eine Hexe, Elizabeth Bartley ins Leben zu rufen. Elizabeth ist die Nichte des Grafen Dracula, die natürlich dasselbe im Sinn hat wie ihr Onkel. Sie will die Welt für alle Ewigkeit ins Chaos stürzen und die Finsternis regieren lassen. Da sie ihr Vorhaben ohne Unterstützung nicht bewältigen kann, versucht sie, Graf Dracula erneut zum Leben zu erwecken. Da sie Unmengen von Seelen braucht, um ihre dunkle Machenschaft in die Tat umzusetzen, löst sie den Ersten Weltkrieg aus. John Morris und Eric Lecarde wollen natürlich nicht tatenlos zusehen und stürzen sich in den Kampf gegen die Wesen der Finsternis, um die Welt erneut zu retten.

#### Technik
Spielerisch knüpft Bloodlines in Teilen an Castlevania III an, da es auch hier wieder möglich ist, verschiedene Charaktere zu spielen, die unterschiedliche Fähigkeiten besitzen und an mehreren Stellen des Spiels verschiedene Wege einschlagen müssen; John Morris kann sich mit der Peitsche über Abgründe schwingen, Eric Lecardes Speer erlaubt einen hohen Sprung aus dem Stand. Die Möglichkeit, einen stärkeren Angriff mit der Zweitwaffe auszuführen („Item crash“) wurde aus Rondo of Blood übernommen.
Die Musik stammt erstmals von Michiru Yamane.

### Castlevania: Vampire’s Kiss (1995)(Castlevania: Dracula X, Akumajō Dracula XX)
Erschienen 1995 als ein inhaltsgleicher Nachfolger zum Spiel Castlevania: Rondo of Blood (Akumajō Dracula X: Chi no Rondo) für das Super NES.

#### Inhalt
Das Jahr 1792
Durch das Opfern einer Jungfrau kommt der Graf erneut auf die Welt. Doch dieses Mal beobachtet er zuerst den neuen Belmont, Richter Belmont, und findet heraus, dass er eine Freundin namens Anette Renard hat. Graf Dracula entführt Anette Renard, ihre kleine Schwester Maria und einige Dorfbewohner. Richter Belmont macht sich sofort auf dem Weg, um sie alle zu retten. Nachdem Richter Belmont Maria gerettet hat, schwört sie, ebenfalls ein Vampirjäger zu werden und ihn auf seinem Feldzug gegen Graf Dracula zu begleiten. Gemeinsam schaffen sie es, den Fürsten der Finsternis wieder in seine Regeneration zu verbannen und Anette Renard mit den Dorfbewohnern zu befreien.

#### Technik
1995 erschien Dracula X in den USA und als Vampire’s Kiss in Europa, konnte jedoch nicht an die Klasse des PC-Engine-Originals heranreichen. Im Gegensatz zum PC-Engine-Vorgänger fiel die Sprachausgabe bis auf Schreie und Stöhnen Richters komplett weg (mit ein Grund ist, dass der Vorgänger auf CD erschien, dieser Titel jedoch auf Modul). Die Level wurden komplett neu gestaltet (weshalb der Name in Japan mit „XX“ benannt wurde, als angebliches Sequel), aber im Vergleich zum Original wesentlich linearer und unspektakulärer gehalten. Technisch überzeugt der Titel durch einen grandiosen, orchestralen Soundtrack, sowie scharf gezeichnete Figuren und ausgezeichnete Animationen, hingegen enttäuschen die schlichten Hintergründe. Die Anzahl der Level wurde auf 7 (inklusive zweier versteckter Level) reduziert und die überzeugenden Anime-Intros des Originals sind ebenfalls auf ein Minimum gekürzt worden.

### Castlevania: Symphony of the Night (1997)(Akumajō Dracula X: Gekka no Yasōkyoku)
Das Spiel erschien zuerst für die PlayStation, 1997 in Japan als überarbeitete Fassung auch für den Sega Saturn.
2007 wurde es auf der PSP (PlayStation Portable) durch das Freischalten im Spiel „Castlevania: The Dracula X Chronicles“ mit verbesserter Grafik, modernerer Musik und Klangeffekten (englische Sprachausgabe einbezogen) portiert. Im PlayStation Network erschien der PS1-Klassiker am 10. Oktober 2012. Für Xbox Live Arcade erschien zudem eine Version mit verbesserter Grafik und dem Soundtrack „Admiration of Clan“ im Credit-Screen (anstatt von „I am the Wind“ im Original), welcher zuvor schon im Teil „Lament of Innocence“ vorkam.

#### Inhalt
Das Jahr 1797
Fünf Jahre nach den Ereignissen in Dracula X: Rondo of Blood beschließt ein dunkler Priester namens Shaft, Graf Dracula erneut zum Leben zu erwecken, um von seiner Macht zu profitieren. Eines Abends verschwindet Richter Belmont und die inzwischen erwachsene Maria nimmt die Verfolgung auf, um ihn wiederzufinden. Diese Ereignisse scheinen Alucard, den Sohn des Grafen Dracula, der vor Jahrhunderten Trevor Belmont im Kampf gegen seinen Vater geholfen hatte, aus seinem ewigen Schlaf zu wecken. Alucard wird nicht ruhen, bis die Seele seiner Mutter Ruhe gefunden und er seinen Vater bei seinem Vorhaben aufgehalten hat.

#### Technik
Bis heute ein Meilenstein der Castlevania-Serie: Mit Symphony of the Night betritt die Castlevania-Serie zum zweiten Mal nach Simon’s Quest das Action/Adventure-Genre. Neu sind das Level-Up-System und ein riesiges Schloss, das frei erkundet werden kann. Ebenso besteht die Möglichkeit, Gegenstände, darunter auch Waffen und Rüstungen, mit im Laufe des Spiels gefundenem Gold zu erwerben oder von besiegten Gegnern zu erhalten. Erstmals in der Serie werden auch während des Spiels ganze Dialoge zwischen den Akteuren geführt. Spielbare Charaktere sind zusätzlich Richter Belmont, ein Axtritter und Maria Renard (diese nur auf dem Sega Saturn).
Kritik wurde hauptsächlich an der PAL-Anpassung der PlayStation-Version geäußert:
Statt einer bildschirmfüllenden Ausgabe befanden sich schwarze Balken am oberen und unteren Rand des Bildschirmes. Das Spielgeschehen selbst findet nur auf etwas über 60 % des Screens statt.
Auch die Spielgeschwindigkeit ist im Gegensatz zur japanischen und amerikanischen Version um 17 % niedriger (PAL läuft mit 50 Hz, NTSC mit 60 Hz).

### Castlevania: Legends (1998)
Dieser Titel ist exklusiv für den Game Boy erschienen.

#### Inhalt
Das Jahr 1450
Als Graf Dracula den Belmont-Clan für ausgestorben hält, erhebt er sich aus seinem Versteck und hüllt die Welt in Finsternis ein. Er wusste jedoch nicht, dass Sonia Belmont noch am Leben war, eine Nachfahrin des Leon Belmont. In einem Kampf besiegt sie Graf Dracula, bezahlt dafür aber einen hohen Preis. Die Menschen in Transsylvanien fürchteten ihre Kraft und verbannten die Belmonts vom Land.
Dieser Teil gehört lt. Koji Igarashi offiziell und zeitlich nicht zur eigentlichen Castlevania-Story und ist ein eigenständiger Ableger der Castlevania-Serie.

### Castlevania: Circle of the Moon (2001)
Dieser Titel ist exklusiv für den Game Boy Advance erschienen.

#### Inhalt
Das Jahr 1830
In einem alten, österreichischen Schloss versucht ein Kult des Chaos, unter Führung von Camilla (jp.: カミーラ, Kamīra, alternativ カーミラ Kāmira), Dracula auferstehen zu lassen. Der Vampirjäger Morris Baldwin, begleitet von seinem Sohn Hugh Baldwin und seinem Adoptivsohn Nathan Graves (dem Protagonisten von Castlevania:'CotM), versucht, die Zeremonie zu stoppen. Er wird in letzter Sekunde von dem wiedererweckten Grafen gefangen genommen – seine beiden Söhne werden von Dracula in den Abgrund gestürzt, überleben aber wider Erwarten den Fall und begeben sich getrennt auf die Suche nach ihrem Meister und (Zieh-)Vater. Schließlich finden Nathan und Hugh Morris, der von Dracula in einem dunklen Ritual geopfert werden soll. Hugh flieht mit Morris, und Nathan stellt sich in einem finalen Kampf Dracula in seiner ultimativen Form, besiegt ihn schließlich und versiegelt ihn erneut.

#### Technik
Der erste Teil der Saga auf dem Game Boy Advance war vor allem durch ein starkes Augenmerk auf den Rollenspiel-Elementen geprägt. Dieses wiederum war äußerst unübersichtlich und mit zu vielen Details ausgestattet, inklusive des „Dual-Setup-Card-Systems“, welches dem Spieler eine Möglichkeit bot, seine Fähigkeiten auszubauen oder neue zu gewinnen, stets jedoch unter Verbrauch von „Mana“ oder „Zauberenergie“. Die Steuerung benötigt etwas Einarbeitungszeit, ist dann aber intuitiv.

### Castlevania: Lament of Innocence (2003)
Dieser Titel ist bislang exklusiv für die PlayStation 2 erschienen.

#### Inhalt
Das Jahr 1094
Es ist das Zeitalter der Kreuzzüge und dieser Teil handelt von einem Edelmann namens Leon Belmont. Eines Tages erfährt Leon Belmont von seinem besten Freund Mathias Cronquist, dass seine Verlobte Sarah von einem im Wald der ewigen Nacht lebenden Vampir namens Walter Bernhardt entführt wurde. Als die Kirche Leon verbietet, seinen Kreuzzug abzubrechen, damit er seine Verlobte retten kann, legt er Schwert und Adelstitel ab, um seiner Verlobten zur Hilfe zu eilen. Auf seinem Weg zum Schloss des Vampirs kreuzt Leon im Wald der ewigen Nacht den Weg eines mysteriösen alten Mannes namens Rinaldo. Der stattet den unbewaffneten Leon Belmont mit einer mystischen Peitsche aus, die mit alchemistischen Kräften verbunden ist. Damit beginnt die eigentliche Saga mit Leon Belmont, dem Gründer des Vampirjäger-Clans der Belmonts, im ewigen Kampf gegen Graf Dracula, den Fürsten der Finsternis.

#### Technik
Erstmals in der Serie besticht diese Version mit der besten dreidimensionalen Grafik, die jemals bei einem Castlevania-Spiel zu sehen war. Das allgemeine Spieltempo ist höher als im Vorgänger und es ist zu merken, dass die Entwickler sich viel von Genre-Kollegen wie z. B. Devil May Cry oder Rygar abgeschaut haben. Als Neuerung in diesem Teil gab es das Echtzeit-Menü, d. h. bis auf Karten, Statistiken und sonstige Hinweise mussten Heiltränke oder Ausrüstungsgegenstände in Echtzeit mit dem rechten Analogstick ausgewählt werden. Im Pausenmenü konnten diese Handlungen nicht vorgenommen werden. Diese Tatsachen haben den Schwierigkeitsgrad deshalb etwas angehoben, wenn in hektischen Endgegnerkämpfen ausweichen, weglaufen und gleichzeitig im Menü auswählen von Heiltränken bewältigt werden mussten. Als negativ wurde von der Fangemeinde auch empfunden, dass auf Rollenspielelemente wie die von Symphony of the Night verzichtet wurde und stattdessen nur Energie- und Herzupgrades eingesetzt wurden.

### Castlevania: Dawn of Sorrow (2005)

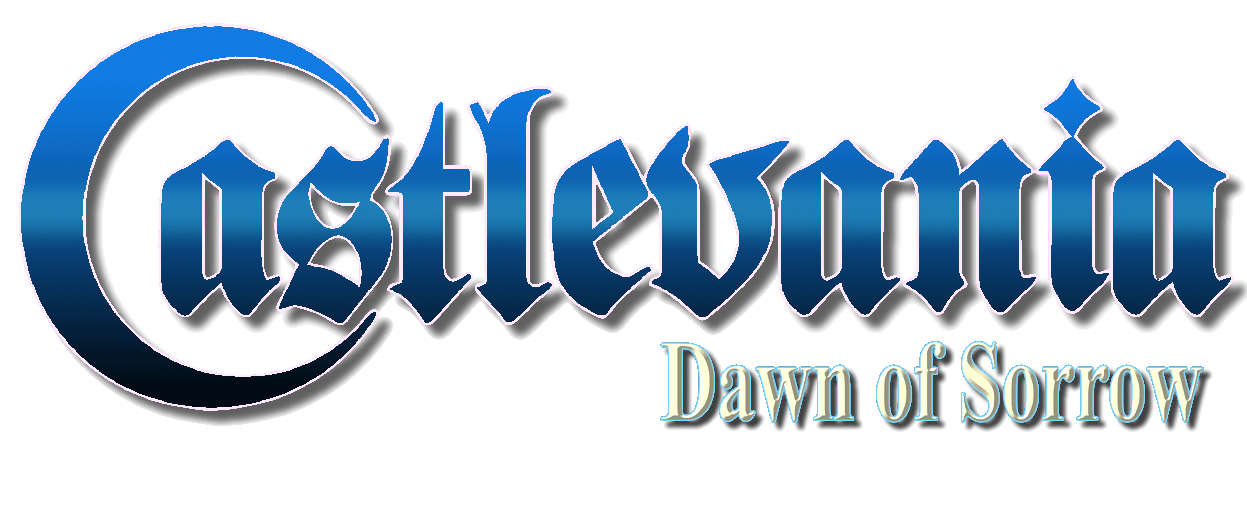
Logo von Castlevania: Dawn of Sorrow

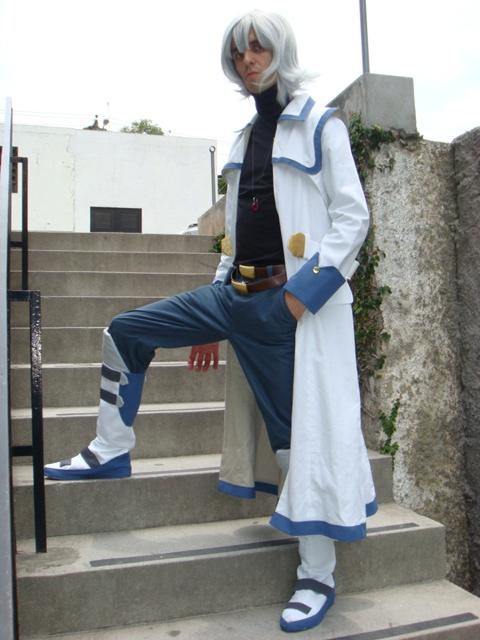
Ein Soma-Cruz-Cosplayer

Castlevania: DoS ist für den Nintendo DS und Handy erschienen.

#### Inhalt
Das Jahr 2036
Castlevania: DoS spielt ein Jahr nach den Geschehnissen von Castlevania: Aria of Sorrow (2035):
Soma Cruz, Protagonist von DoS, wird von einem rätselhaften Kult angegriffen, um ihn umzubringen und Dracula, dessen mögliche Reinkarnation Soma ist, erneut auferstehen zu lassen. Die von Celia Fortner angeführte Sekte glaubt daran, dass es das absolute Gute nur geben kann, wenn ihm ein absolutes Böses gegenübersteht – die Rolle des Antagonisten soll die Reinkarnation Draculas übernehmen.
Soma konfrontiert den Kult in ihrem Stützpunkt, einem Schloss, das Draculas gleicht, und verhindert letztlich eine Wiedergeburt des Vampirs.

#### Technik
DoS nutzt den Touchscreen für ein Magic-Seal-System: Bossgegner müssen kurz vor ihrem Ableben von ihrer dämonischen Machtquelle durch einen Siegelzauber abgetrennt werden, was durch korrektes Nachzeichnen einer Figur auf dem Touchscreen geschieht – anderenfalls erfolgt eine Regeneration des Gegners. Ein weiteres Merkmal von DoS ist die Fähigkeit Somas, die Seelen besiegter Gegner zu absorbieren, um sich so ihre Fähigkeiten anzueignen oder sie in Waffen zu versiegeln, um diese kampfstärker zu machen.

### Castlevania: Curse of Darkness (2005)
Das Spiel ist für die PlayStation 2 und Xbox erschienen.

#### Inhalt
Das Jahr 1479
Drei Jahre nachdem Dracula bezwungen wurde, lastet sein Fluch immer noch auf dem Land. Einer von Draculas sogenannten „Devil Forgemasters“ namens Hector zog sich zurück und wollte nun in Frieden leben. Sein ehemals bester Freund Isaac, ebenfalls ein „Devil Forgemaster“, sah das Verhalten seines Freundes als Verrat an seinem Grafen an und tötete deshalb die Frau Hectors. Erfüllt von Hass und Rachsucht kehrt Hector erneut in die Schlossruine Draculas zurück, um seine Frau zu rächen. In seinem Rachefeldzug durch Transsylvanien trifft Hector auf Trevor Belmont, der den Fluch Draculas brechen will. Einst Feinde, kämpfen sie später Seite an Seite, um Isaac zu bezwingen.

#### Technik
Aufgrund der Kritik an den festen Kamerapositionen des Vorgängers Lament of Innocence, kann die Kamera nun teilweise beschränkt frei geschwenkt werden, herein- oder herauszoomen ist jedoch nicht möglich. Auch die Rollenspielelemente von Symphony of the Night wurden wieder eingefügt, die dem Spiel einen größeren Umfang bescheren. Das Grafikniveau gleicht dem des Vorgängers Lament of Innocence.
Eine Neuerung sind beschwörbare Kreaturen, sogenannte „Innocent Devils“, die dem Spieler zusätzliche Fähigkeiten und Unterstützung im Kampf anbieten.

### Castlevania: Order of Ecclesia (2008)
Das Spiel ist für den Nintendo DS erschienen.

#### Inhalt
Um 1850
Die Geschichte ist ungefähr um das Jahr 1850 einzugliedern. Nach dem Untergang des Belmont-Clans wurden viele Vereinigungen gegründet, um Dracula weiterhin zu bekämpfen. Eine dieser Gruppierungen ist die Ecclesia. Deren Oberhaupt Barlowe gelang ein Durchbruch im Kampf gegen Dracula: Er entdeckte die dreiteilige Dominus-Glyphe, welche in der Lage sein sollte, Dracula zu besiegen. Shanoa, eine Schülerin, soll in einem Ritual die Glyphen in sich aufnehmen, doch Albus, ein Kollege von ihr, stiehlt sie. Nachdem Shanoa diesen tötet und die Glyphen zurückbringt, enthüllt der inzwischen durch die Dominus-Glyphe verrückt gewordene Barlowe sein wahres Gesicht – er ist ein Verehrer Draculas und holt ihn schließlich auch in die Welt zurück. Der totgeglaubte Albus stellt sich dann doch noch als Verbündeter heraus und opfert am Ende seine Seele um Shanoas Leben zu retten.

#### Technik
Die Grafik lehnt sich an die Castlevania-Vorgänger auf dem Nintendo DS an und ist komplett in 2D gehalten. Einige Feinde sind dabei auch von älteren Spielen übernommen, vor allem aus „Castlevania: Dawn of Sorrow“ und „Castlevania: Portrait of Ruin“.
Ein ganz neues System stellt das Glyphensystem dar. Glyphen bekommt man entweder, ähnlich den Seelen aus einer Vorgängerversion, nach dem Besiegen von Feinden oder kann sie den Feinden abnehmen, währenddessen diese sie einsetzen wollen.
Erstmals ist es auch hier in einem Castlevania auf einem Handheld möglich, nach dem Freischalten eines Zusatzmodus die Protagonistin bis auf Level 255 zu trainieren.

### Castlevania: Lords of Shadow (2010)
Das Spiel ist für die Xbox 360, die PlayStation 3 sowie für den PC erschienen.

#### Inhalt
Das Jahr 1075
Die Geschichte ist um das Jahr 1075 angesiedelt. Der Protagonist ist Gabriel Belmont. Als Kind wurde er vor der Pforte eines Klosters der Bruderschaft des Lichts ausgesetzt. Dort gaben sie ihm den Namen Gabriel und zogen ihn als einen der ihren auf.
Der schwermütige Gabriel wurde vom Tod seiner wahren Liebe Marie tief getroffen.
Nun wurde er von den Ältesten der Bruderschaft entsandt, um herauszufinden, wieso die Welt im Chaos versinkt.

#### Technik
Bei Lords of Shadow handelt es sich wieder um ein Castlevania in 3D-Umgebungen. Dabei sind die Levelabschnitte sehr linear gehalten.
Während des Kämpfens sammelt der Spieler Erfahrungspunkte und kann diese dann in neue Kombos investieren.
Außerdem stehen dem Protagonisten zwei Arten von Magie zur Verfügung: Licht- und Schattenmagie.

### Castlevania: Harmony Of Despair (2010)

Logo von Castlevania: Harmony Of Despair (2010).

2010 wurde auch das 2D-Action-Adventurespiel Castlevania: Harmony of Despair für PlayStation 3 und Xbox 360 veröffentlicht.

### Castlevania: Lords of Shadow
Das 3D-Action-Adventurespiel Castlevania: Lords of Shadow wurde 2010 für PlayStation 3 und Xbox 360 veröffentlicht.

### Castlevania: Lords of Shadow – Mirror of Fate
Das 2D-Action-Adventurespiel Castlevania: Lords of Shadow – Mirror of Fate wurde 2013 für Nintendo 3DS, PlayStation 3, Windows und Xbox 360 veröffentlicht.

### Castlevania: Lords of Shadow – Mirror of Fate HD
Das 2D-Action-Adventurespiel Castlevania: Lords of Shadow – Mirror of Fate HD wurde 2013 für PlayStation 3, Windows und Xbox 360 veröffentlicht.

### Castlevania: Lords of Shadow 2
Das 3D-Action-Adventurespiel Castlevania: Lords of Shadow 2 wurde 2014 für PlayStation 3, Windows und Xbox 360 veröffentlicht.

## Figuren

### Die Mächte des Bösen

#### Der Dracula-Clan
- Graf Vlad Ţepeş Dracula (ドラキュラ, Dorakyura) | Mathias Cronquist (auch Mathias Cronqvist)

Ein berühmter Vampir, der in Transsylvanien lebt und, auch wenn er nicht in jedem Spiel der Hauptantagonist ist, so bleibt er doch stets die Quelle des Bösen und der Grund, warum die Helden in jeder einzelnen Episode kämpfen. Seine Existenz verbringt er mit dem Versuch, die Welt in ewige Finsternis zu tauchen und die Menschheit zu unterwerfen. Sein Verhalten, dem Status des Oberbösewichtes zum Trotz, ist meist passiv; vielmehr lässt er zunächst seine Diener sich seiner Widersacher annehmen. Vor seinem Leben als Untoter war er als Mathias Cronqvist, ein Taktiker während der Kreuzzüge wie sein bester Freund Leon Belmont, bekannt, wandte sich jedoch gegen Gott, als seine Frau Elisabetha Cronqvist verstarb. Er inszenierte die Entführung von Leons Freundin Sara Trantoul, um mit einem Artefakt die Seele Bernhardts und somit Unsterblichkeit zu erlangen.
- Elizabeth Cronquist

Die Frau von Mathias Cronquist.
- Lisa Dracula

Die zweite Ehefrau von Graf Dracula und Alucards Mutter. Sie wurde von Menschen gekreuzigt.
- 1917 – Elizabeth Bartley (エリザベート･バートリー, Erizabēto Bātorī)

Die Nichte von Graf Dracula. Mit Hilfe einer Hexe dreihundert Jahre nach ihrer Exekution erweckt, initiierte sie den Ersten Weltkrieg durch den Meuchelmord am Kronprinzen von Österreich, Franz Ferdinand, um durch die zahlreichen Tode ihren Onkel wiederzubeleben.

#### Weitere Antagonisten
- Tod (jedes Spiel außer The Adventure und Belmont’s Revenge) (死神, Todesgott)

Der üblicherweise als „Grim reaper“ bezeichnete (meist) Boss war oftmals einen Level vor dem eigentlichen, letzten Boss anzutreffen.
- 1094 – Walther Bernhardt (Lament of Innocence) (ヴァルター・ベルンハルト, Varutā Berunharuto)

Sozusagen der Ur-Vampir der Serie. Ihn gab es, bevor Graf Dracula aufgetaucht ist. Er machte sich jahrelang einen Spaß daraus, die geliebten Menschen junger Krieger zu entführen, um sie danach in seinem sogenannten „Spiel“ teilnehmen zu lassen. Irgendwann machte ihm Leon Belmont einen Strich durch die Rechnung. Durch die Seele Walther Bernhardts erlange Mathias Cronqvist die Unsterblichkeit und wurde zu Dracula.
- 1479 – Isaac (アイザック, Aizakku)

- 1792–1797 – Shaft (Dracula X: Rondo of Blood & Castlevania: Symphony of the Night) (シャフト, Shafuto)

- 1830 – Camilla (Castlevania: Circle of the Moon) (カミーラ, Kamīra, alternativ カーミラ Kāmira)

Eine Dämonin in Menschengestalt, Dienerin Draculas und Anführerin der Getreuen, die 1830 den Grafen in Österreich wiederbelebten.
Neben ihrem Auftritt in Circle of the Moon bekämpfte sie außerdem Richter (in Rondo of Blood) und Simon Belmont (in Simon’s Quest), spielte dabei aber keine für die Geschichte signifikante Rolle.
- 1844 – Ortega (Castlevania: Legacy of Darkness) (オルテガ, Orutega)

- 1844–1852 – Gilles de Rais (Castlevania: Legacy of Darkness & Castlevania 64) (ジルドレ, Jirudore)

- 1844–1852 – Actrise/Actrice (Castlevania: Legacy of Darkness & Castlevania 64) (アクトリーセ, Akutorīse)

- 1917 – Drolta Tzuentes (Castlevania: Bloodlines) (ドロテア･ツェンテス, Dorotea Tsentesu)

- 1944 – Brauner (Castlevania: Portrait of Ruin)

- 2035 – Graham Jones (Castlevania: Aria of Sorrow)

- 2036 – Celia Fortner (Castlevania: Dawn of Sorrow)

- 2036 – Dmitrii Blinov (Castlevania: Dawn of Sorrow)

- 2036 – Dario Bossi (Castlevania: Dawn of Sorrow)

#### Monster im Dienste des Grafen
Viele der Monster, die dem Spieler im Verlaufe der einzelnen Spiele begegnen, sind klassischer Horrorliteratur und -filmen oder der Mythologie verschiedener Kulturen entliehen; so verwundert es nicht, dass neben dem Hauptteil Namen europäischer Herkunft auch viele aus lateinamerikanischen oder asiatischen Legenden stammen.
- Medusa

Medusa ist eine Gorgone, die den Spieler mit einem Schwert und einem Blick angreift, der den Spieler kurzzeitig in Stein verwandeln kann.
- The Creature/Die Kreatur/Der Unhold

Hierbei handelt es sich um das Monster das von Frankenstein erschaffen wurde.
- Zerberus

Der Höllenhund mit drei Köpfen bewacht die Unterwelt.
- Skylla

Skylla war mal ein schönes Mädchen. Als Glaukos sich in sie verliebte, wurde sie von der eifersüchtigen Zauberin Kirke in ein Ungeheuer verwandelt. Ihr Oberkörper ist der eines Mädchens, ihr Unterkörper besteht hingegen aus Seeschlangen.
- Werwolf/Wolfsmensch

Ein Mensch, der sich bei Vollmond in einen Wolf verwandelt.
- Minotaurus

Dieses Monster entstammt der Vereinigung der griechischen Königin Pasiphae mit dem Stier von Kreta. Er ist eine Mischung von Mensch und Stier.
- Beelzebub

Ein Dämon aus dem Christentum der in erster Linie wie eine riesige Fliege dargestellt wird.
- Galamoth

Ein gewaltiger ägyptischer Geist. Von vielen Spielern wird er als der härteste Bossgegner in Symphony of the Night bezeichnet.

### Die Mächte des Guten

#### Der Belmont-Clan
- Leon Belmont

- Sonia Belmont (ソニア･ベルモンド, Sonia Berumondo)

- Trevor Belmont

- Christopher Belmont

- Soleiyu Belmont (ソレイユ･ベルモンド, Soreiyu Berumondo)

- Simon Belmont

- Gabriel Belmont

- Juste Belmont

- Richter Belmont

- Anette Renard

Die Freundin von Richter Belmont. Nebencharakter in Dracula X: Rondo of Blood und Castlevania: Dracula X.
- Maria Renard (マリア･ラーネッド, Maria Rāneddo)

Die kleine Schwester von Anette Renard. Nebencharakter in Dracula X: Rondo of Blood, Castlevania: Dracula X und Castlevania: Symphony of the Night. Spielbar in Dracula X: Rondo of Blood, Castlevania: Symphony of the Night (Sega-Saturn-Version) und Castlevania: Portrait of Ruin.
- Reinhardt Schneider (ラインハルト･シュナイダー, Reinharuto Shunaidā)

Der Hauptheld in Castlevania 64 und Nebencharakter in Castlevania: Legacy of Darkness.
- John Morris

Der Hauptheld in Castlevania: Bloodlines. Er ist durch seinen Vater, Quincey Morris (welcher auch in Bram Stroker’s Buch "Dracula" vorkommt), indirekt mit dem Belmont-Clan verwandt, jedoch ist unklar wie genau.
- Jonathan Morris (ジョナサン・モリス, Jonasan Morisu)

Der Hauptheld in Castlevania: Portrait of Ruin. Sohn von John Morris
- Julius Belmont

#### Andere Hauptcharaktere
- Adrian Fahrenheit „Alucard“ Tepes, Sohn von Dracula Tepes (アルカード, Arukādo)

Der Sohn von Graf Dracula. Er bekämpft die bösen Machenschaften seines Vaters im Namen seiner Mutter.
- 1094 – Joachim Armster (ヨアヒム・アルムスター, Yoahimu Arumusutā) (Castlevania: Lament of Innocence)

- 1094 – „Pumpkin“ (Castlevania: Lament of Innocence)

- 1476 – Grant DaNasty (Grant Dinesti) (Castlevania III: Dracula’s Curse)

Grant hat, gemeinsam mit Alucard und Sypha Belnades, Trevor Belmont im Kampf gegen Graf Dracula beigestanden.
- 1476 – Sypha Belnades (サイファ･ヴェルナンデス, Saifa Verunandesu, Sypha Fernandez) (Castlevania III: Dracula’s Curse)

Sypha hat, gemeinsam mit Alucard und Grant DaNasty, Trevor Belmont im Kampf gegen Graf Dracula beigestanden.
- 1479 – Hector (Castlevania: Curse of Darkness)

- 1748 – Maxim Kischine (Castlevania: Harmony of Dissonance)

- 1830 – Nathan Graves (ネイサン･グレーブズ, Neisan Gurēbuzu) (Castlevania: Circle of the Moon)

- 1844 – Cornell (コーネル, Kōneru) (Castlevania: Legacy of Darkness)

- 1852 – Henry Oldrey (ヘンリー･オルドレー, Henrī Orudorē) (Castlevania: Legacy of Darkness)

- 1852 – Carrie Fernandez (キャリー･ヴェルナンデス, Kyarī Verunandesu) (Castlevania 64 & Castlevania: Legacy of Darkness)

Nachfahrin von Sypha Belnades
- 1917 – Eric Lecarde (エリック･リカード, Erikku Rikādo, Eric Ricardo) (Castlevania: Bloodlines)

- 1944 – Charlotte Orlean (シャーロット・オーリン, Shārotto Ōrin, Charlotte Aulin) (Castlevania: Portrait of Ruin)

- 2035–2036 – Yoko Belnades (Castlevania: Dawn of Sorrow)

Nachfahrin von Sypha Belnades und Nebencharakter von Castlevania: Aria of Sorrow (Castlevania: Minuet of Dawn)
- 2035–2036 – Soma Cruz (来須蒼真, Kurusu Sōma, Soma Kurusu) (Castlevania: Aria of Sorrow, Castlevania: Dawn of Sorrow)

Eine mögliche Reinkarnation des dunklen Herrscher Dracula

### Nebencharaktere der eigentlichen Castlevania-Saga
Folgende Charaktere erscheinen zwar in den Spielen, sind aber nicht spielbar und ziehen ihre Existenzbegründung daraus, dass sie für den Fortgang der Geschichte entscheidend sind:
- Der Fährmann (basierend auf der griechischen Mythologie)
- 1094 – Rinaldo Gandolfi (Castlevania: Lament of Innocence)
- 1094 – Sara Trantoul (Castlevania: Lament of Innocence)
- 1094 – Elisabetha Cronqvist (Castlevania: Lament of Innocence)
- 1479 – Julia Laforeze (Castlevania: Curse of Darkness)
- 1479 – Saint Germain (Castlevania: Curse of Darkness)
- 1748 – Lydie Erlanger (Castlevania: Harmony of Dissonance)
- 1792 – Annette Renard (Dracula X: Rondo of Blood)
- 1792 – Iris (Dracula X: Rondo of Blood)
- 1792 – Tera (Dracula X: Rondo of Blood)
- 1797 – Lisa (Castlevania: Symphony of the Night)
- 1797 – Master Librarian (Castlevania: Symphony of the Night)
- 1830 – Hugh Baldwin (Castlevania: Circle of the Moon)
- 1830 – Morris Baldwin (Castlevania: Circle of the Moon)
- 1844 – Ada (Castlevania: Legacy of Darkness)
- 1844–1852 – Renon (Castlevania 64 & Castlevania: Legacy of Darkness)
- 1852 – Charles Vincent (Castlevania 64 & Castlevania: Legacy of Darkness)
- 1852 – Malus (Castlevania 64 & Castlevania: Legacy of Darkness)
- 1852 – Fernandez warrior (Castlevania 64 & Castlevania: Legacy of Darkness)
- 1852 – Rosa (Castlevania 64 & Castlevania: Legacy of Darkness)
- 1944 – Vincent (Castlevania: Portrait Of Ruin)
- 1944 – Wind (der Geist von Eric Lecarde) (Castlevania: Portrait Of Ruin)
- 2035 – Genya Arikado (menschliche Identität von Alucard) (Castlevania: Aria of Sorrow & Castlevania: Dawn of Sorrow)
- 2035 – Mina Hakuba (Castlevania: Aria of Sorrow & Castlevania: Dawn of Sorrow)
- 2035 – Hammer (Castlevania: Aria of Sorrow & Castlevania: Dawn of Sorrow)

## Soundtrack zu den Spielen
Von allen Castlevania-Spielen sind bis heute Soundtracks auf CD erschienen, allerdings nur in Japan sowie den USA. In deutschsprachigen Ländern können diese CDs nur per Import erworben werden.
Der Soundtrack des spanischen Komponisten Óscar Araujo wurde von der International Film Critics Association als „Best Original Score for a Video Game or Interactive Media“ des Jahres 2010 ausgezeichnet.